# Johann Oswald Harms

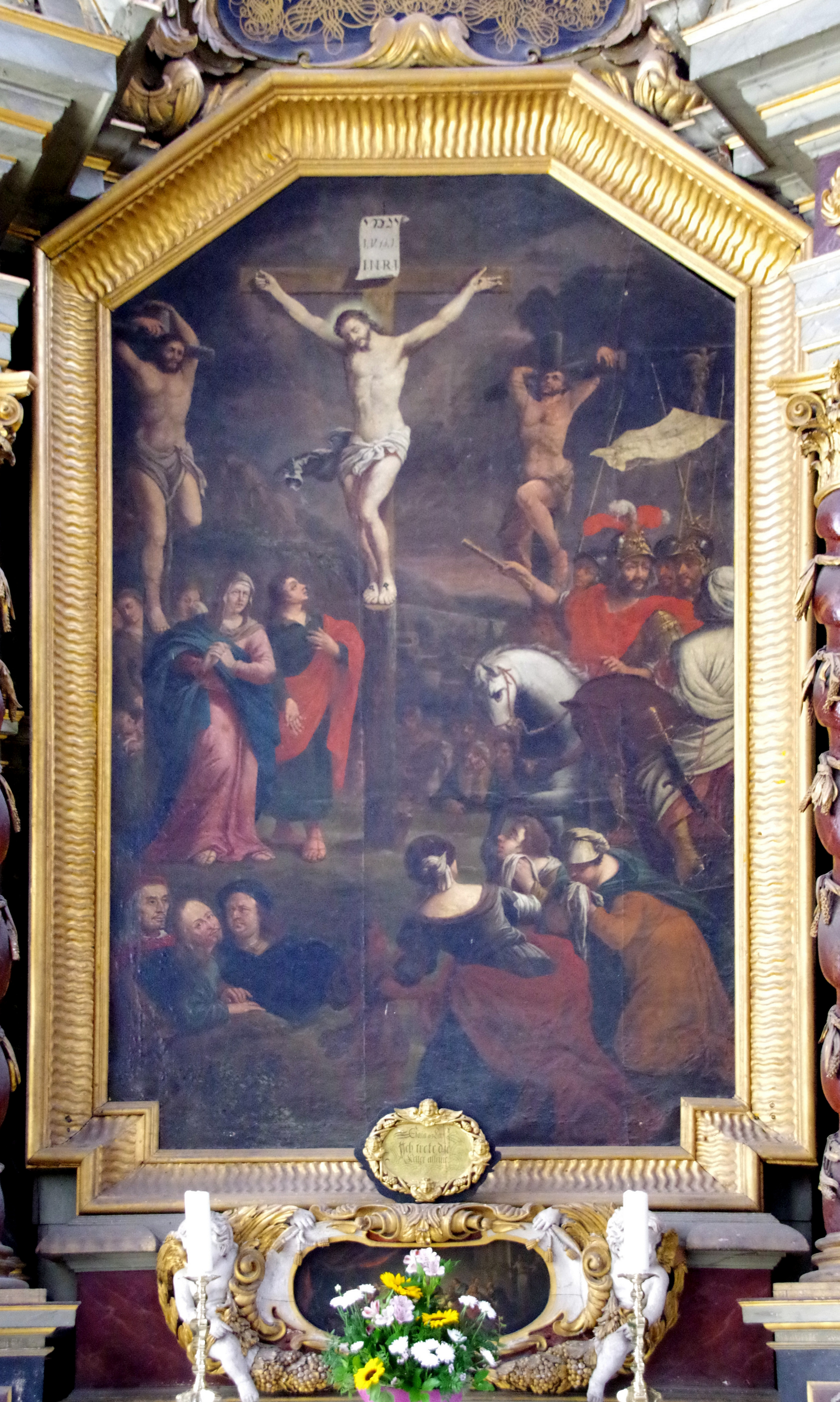
Stadtkirche St. Wenzel (Naumburg), Altarbild von Johann Oswald Harms (1683)

Johann Oswald Harms (getauft am 30. April 1643 in Hamburg; † 1708 in Braunschweig) war ein deutscher Maler, Radierer und erster bedeutender deutscher Bühnenbildner des Barock.

## Leben

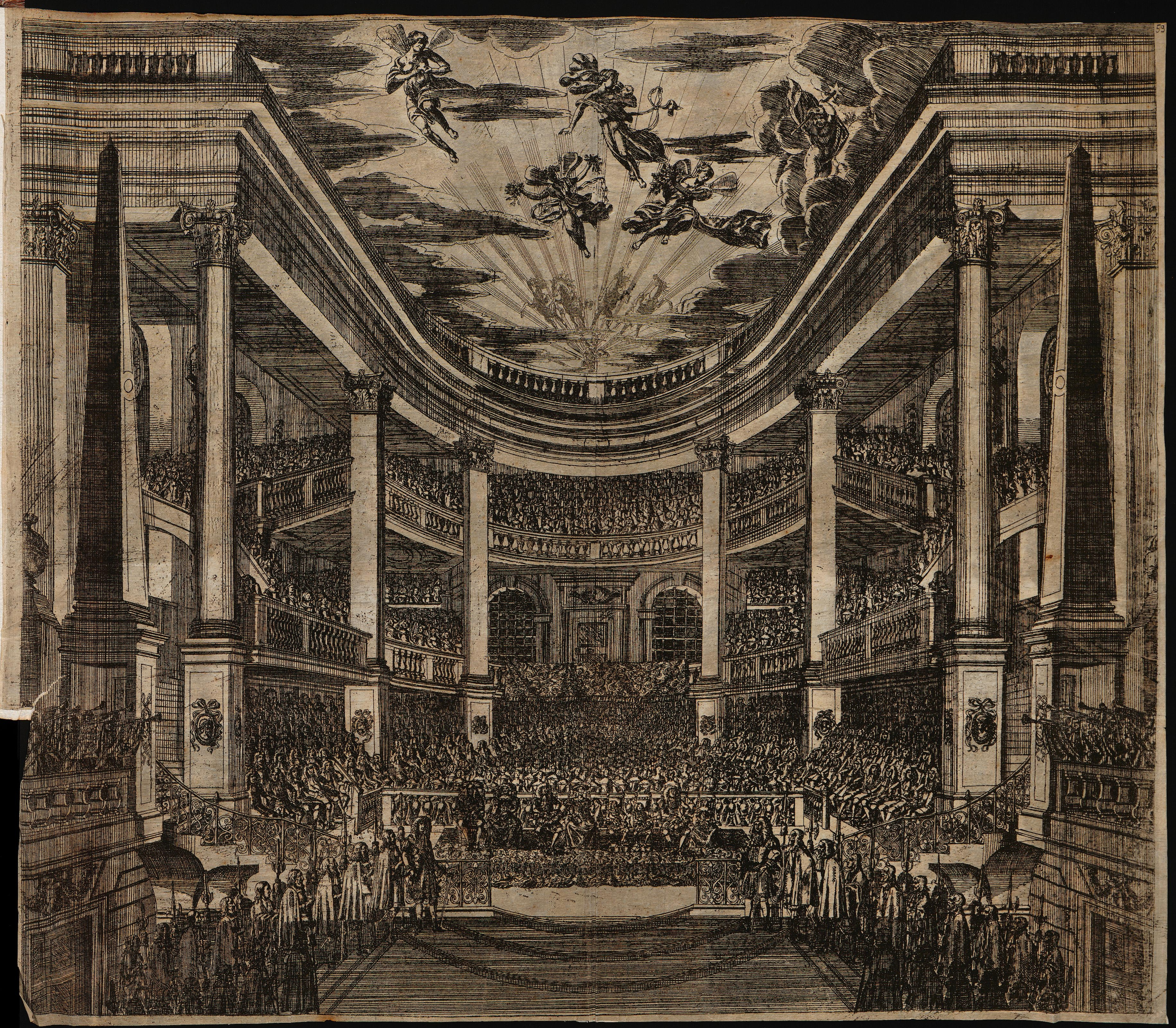
Der Zuschauerraum des Dresdener Opernhauses mit dem Deckengemälde von Harms im Jahr 1678

Harms begann seine Ausbildung bei Ellerbrock in Hamburg. Von 1665 bis 1669 folgte eine Reise nach Rom, wo er von Salvator Rosa in der Landschaftsmalerei unterrichtet wurde und die Bühnenmalereien Gian Lorenzo Berninis und Francesco Galli da Bibienas studierte. Im Jahre 1669 hielt er sich in Venedig auf. Im Frühjahr 1673 machte er auf der Rückreise in Nürnberg bei Johann Franciscus (Franz) Ermels und Willem van Bemmel Station, evtl. nahm er auch an der dortigen Kunstakademie teil.
1675 trat er eine Stelle am Hof zu Zeitz an. Schon 1677 wechselte Harms an den Hof in Dresden unter Kurfürst Johann Georg II. Dort gehörte zu seinen Hauptwerken 1677 das nur in Abbildungen überlieferte Deckengemälde des schon 1664 bis 1667 von Wolf Caspar von Klengel erbauten Opernhauses am Taschenberg. In Dresden arbeitete er zudem an den Fresken der Schlossfassade und entwarf Deckenbilder für das Schloss und Szenenbilder für die Oper.

### Tätigkeit im Herzogtum Braunschweig-Wolfenbüttel
Einer 1682 beginnenden Tätigkeit in Thüringen folgte 1686 der Wechsel an den Wolfenbütteler Hof des kunstsinnigen Herzogs Anton Ulrich, wo ihm als Maschinenmeister, Cammerdiener und Maler das Ausstattungswesen des Herzogtums oblag. Er schuf 1688 die Dekorationen zu den Opern „Medea in Athen“ von Giovanni Antonio Gianettini (1686–1702) und „Herkules in Theben“, die anlässlich der Neueröffnung des Wolfenbütteler Opernhauses aufgeführt wurden. Für das am 4. Februar 1690 mit der Oper „Cleopatra“ von Johann Sigismund Kusser eröffnete Opernhaus am Braunschweiger Hagenmarkt fertigte Harms das 1799 zerstörte Giebelfresko mit dem Bildnis Herzog Anton Ulrichs. Seine bis 1698 entstandenen Bühnenbilder trugen zum großen internationalen Ansehen der Braunschweiger Oper bei.

### Wirken in Hamburg und Kassel
Harms arbeitete von 1696 bis 1701 für die 1676 gegründete Hamburger Oper am Gänsemarkt, behielt aber seinen Braunschweiger Wohnsitz. Seit 1698 war er auch in Kassel tätig, wo er u. a. Fresken für das landgräfliche Kunsthaus schuf.
Sein Sohn Anton Friedrich Harms (1695–1745) war ebenfalls als Maler und Bühnenbildner tätig.

## Werke (Auswahl)

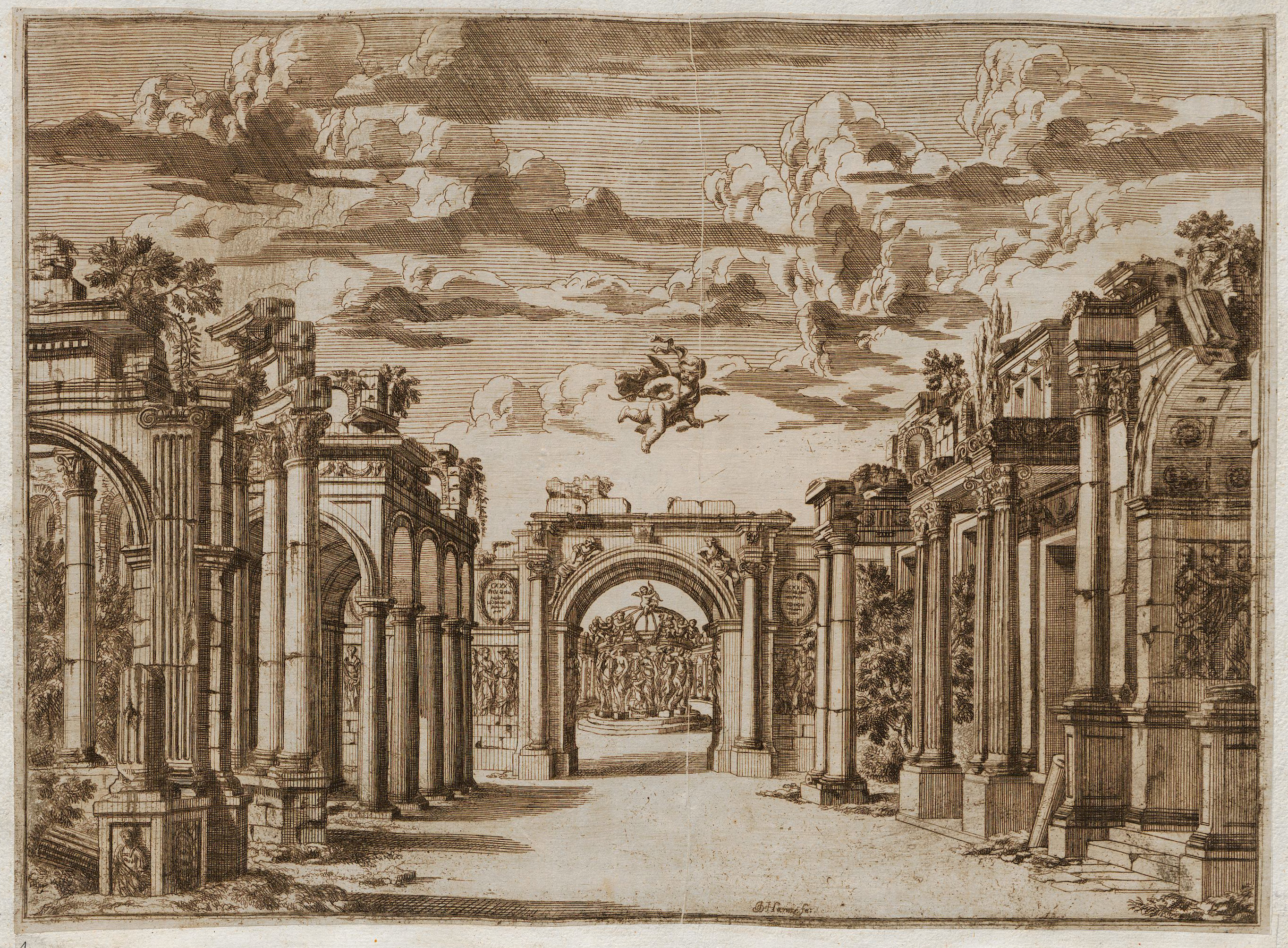
Grafik aus dem Klebeband Nr. 15 der Fürstlich Waldeckschen Hofbibliothek Arolsen

- Sammlung von Radierungen römischer Ruinen (Alcune invenzione di Rovine et Architetture disegnate e fatte con aqua forte da G.O.H), 1673
- Malereien in der Schlosskirche von Schloss Neu-Augustusburg in Weißenfels, 1682 bis 1686
- Malereien in der Schlosskirche Eisenberg, 1684
- Deckenfresken in Schloss Brüggen an der Leine
- Ausmalung des Herrensaals der Hauptkirche St. Jacobi in Hamburg

Das Herzog Anton Ulrich-Museum besitzt den aus Radierungen und Szenenentwürfen bestehenden künstlerischen Nachlass.